# 尉瑞丰
尉瑞丰（1908年—1984年），山东莱阳市山前店镇北野鸡泊村人。中华人民共和国政治人物。

## 生平
1941年8月加入中国共产党。第二次国共内战时期，先后任莱东县粮食局副局长、局长。中华人民共和国成立后，担任莱阳供销合作总社主任、莱阳县副县长。1955年9月至1961年2月，任莱阳县县长。1961年2月，调任青岛市任粮油进出口公司副经理、党组副书记。1957年退休。1984年，病故。